# Serra de Tramuntana
Die Serra de Tramuntana (kastilisch: Sierra de Tramontana) ist ein Gebirgszug im Nordwesten Mallorcas. Der gleiche Name bezeichnet eine der sechs Landschaftsregionen (comarques) von Mallorca, die nach der Gebirgskette benannt ist, aber etwas über die Fläche des Gebirges hinausreicht. Im Jahr 2008 betrug die Einwohnerzahl der Region Serra de Tramuntana 109.870 gemeldete Bewohner. Am 27. Juni 2011 erklärte die UNESCO die Serra de Tramuntana zum Welterbe.

## Geographie
Die Berge der Serra de Tramuntana bedecken eine Fläche von 1.067 km² und erstrecken sich auf eine Länge von mehr als 90 Kilometer. Sie sind der Lebensraum von rund 20.000 Einwohnern, von denen etwa die Hälfte in Sóller leben. Das Hauptgebirge nimmt den gesamten West- und Nordwestteil Mallorcas ein. Die Serra de Tramuntana steigt am Puig Major, der höchsten Erhebung Mallorcas, bis auf 1445 Meter empor. Unterhalb des Puig Major liegen die beiden Trinkwasser-Speicherseen Embassament de Cúber und Embassament des Gorg Blau, die ihre überschüssigen Wasser über den Torrent des Gorg Blau in den Canyon Torrent de Pareis abführen.
Das Gebirge ist durch Straßen und viele Wanderwege gut erschlossen. Es ist bisher vom Massentourismus weitestgehend verschont geblieben und ideal zum Wandern und Fahrrad fahren. Die Serra de Tramuntana besticht durch die oft spektakulär schöne, wilde Landschaft, die noch über weite Strecken von einer ursprünglichen Vegetation überzogen ist, und durch ihre weitgehend intakte, unverbaute Natur.
In der Serra de Tramuntana gibt es insgesamt 54 Gipfel, die über tausend Meter hoch sind:

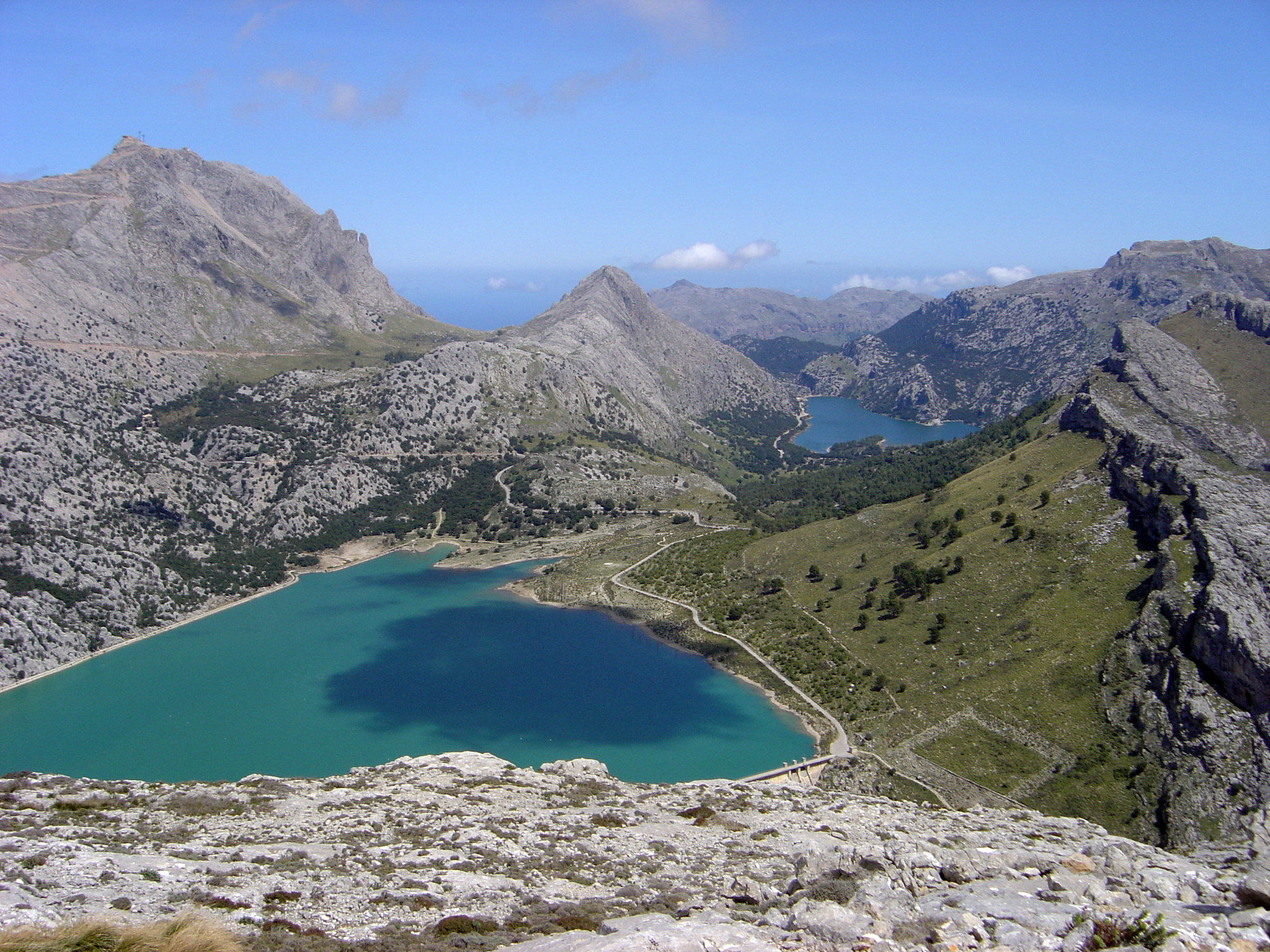
Stauseen Cúber und Gorg Blau vor dem Puig Major

- Sierra de Son Torrella
- Sierra de Alfabia
- Puig Major
- Puig de Massanella
- Puig Tomir
- Penyal des Migdia
- Puig de l’Ofre
- Puig de Galatzó
- Puig d'en Galileu
- Puig des Tossals Verds

## Gemeinden
| Gemeinde                    | Einwohner (2024) | Fläche km² | Dichte Einw./km² | Cod INE | Postleitzahl |
| --------------------------- | ---------------- | ---------- | ---------------- | ------- | ------------ |
| Andratx                     | 12.062           | 81,46      | 148              | 07005   | 07150        |
| Banyalbufar                 | 577              | 18,06      | 32               | 07007   | 07191        |
| Bunyola                     | 7.490            | 84,70      | 88               | 07010   | 07110        |
| Calvià                      | 53.491           | 145,02     | 369              | 07011   | 07184        |
| Deià                        | 717              | 15,21      | 47               | 07018   | 07179        |
| Escorca                     | 203              | 139,39     | 1                | 07019   | 07315        |
| Esporles                    | 5.252            | 35,29      | 149              | 07020   | 07190        |
| Estellencs                  | 374              | 13,44      | 28               | 07021   | 07192        |
| Fornalutx                   | 715              | 19,49      | 37               | 07025   | 07109        |
| Pollença                    | 17.594           | 151,65     | 116              | 07042   | 07460        |
| Puigpunyent                 | 2.035            | 42,31      | 48               | 07045   | 07094        |
| Sóller                      | 13.744           | 42,80      | 321              | 07061   | 07100        |
| Valldemossa                 | 2.016            | 42,93      | 47               | 07063   | 07170        |
| Comarca Serra de Tramuntana | 116.270          | 831,75     | 140              | –       | –            |

## Flora und Fauna
Obschon in den letzten Jahrhunderten durch Holzeinschlag und Köhlerei stark dezimiert ist die Steineiche (Quercus ilex) nach wie vor dominant. Das Hartlaubgewächs bildet in Höhenlagen zwischen 500 und 1000 Metern teils dichte Wälder aus. In Meeresnähe prägen lichte Wälder aus der Aleppo-Kiefer (Pinus halepensis) die Landschaft. In niedrigen Lagen werden vornehmlich Olivenbäume kultiviert.
Die verkarsteten Höhenrücken und teils schwer zugänglich Schluchten sind ein Rückzugsgebiet für eine artenreiche Bergflora. Endemisch und häufig zu sehen sind u. a. das weitverbreitete Balearen-Johanniskraut (Hypericum balearicum) und der Balearen-Tragant (Astragalus balearicus), eher selten der Balearen-Fingerhut (Digitalis minor) und die Balearen-Pfingstrose (Paeonia cambessedesii).
Unter der Fauna des Gebietes sticht u. a. die erst im Jahr 1979 als Lebendfund entdeckte Mallorca-Geburtshelferkröte (Alytes muletensis) hervor, die es endemisch nur hier gibt. Als Kuriosum wurde 2003 unweit von Valldemossa ein zweiköpfiges Exemplar der harmlosen Kapuzennatter gefunden. Das Tier wurde in den Medien als Hydra von Mallorca bezeichnet (eine Anspielung an die neunköpfige, schlangenähnliche Hydra der griechischen Mythologie). Die seltene Schlange ist im Reptilienzoo im Süden der Insel (Autobahn Palma-Manacor) zu sehen.

## Geologie
Vor mehr als 300 Millionen Jahren, gegen Ende des Paläozoikums, war jener Teil der Erdkruste, der heute als Spanien bekannt ist, unmittelbar an der Kollision der Urkontinente Laurentia (das heutige Nordamerika), Europa und Gondwana (u. a. Afrika) beteiligt. Infolge dieser Kollision wurde quer über den so entstandenen Superkontinent Pangaea ein gewaltiger Gebirgskomplex aufgefaltet. Erosionsprodukte dieses Gebirges, abgelagert im Perm und der Trias, finden sich heute in der Serra de Tramuntana in Form roter Sand- und Tonsteine. Der überwiegende Teil der Serra de Tramuntana sowie der Serres de Llevant im Südosten und die aufragenden Hügelland-Komplexe der Mittelzone von Mallorca bestehen aus mesozoischem Kalkgestein, das vornehmlich im Jura vor 180 Millionen Jahren in einem flachen Meer abgelagert wurde. Die Oberfläche der gesamten Insel, einschließlich der tertiären und quartären Ablagerungen der heutigen Zentralebene, besteht bis zu 90 Prozent aus Kalksteinen.

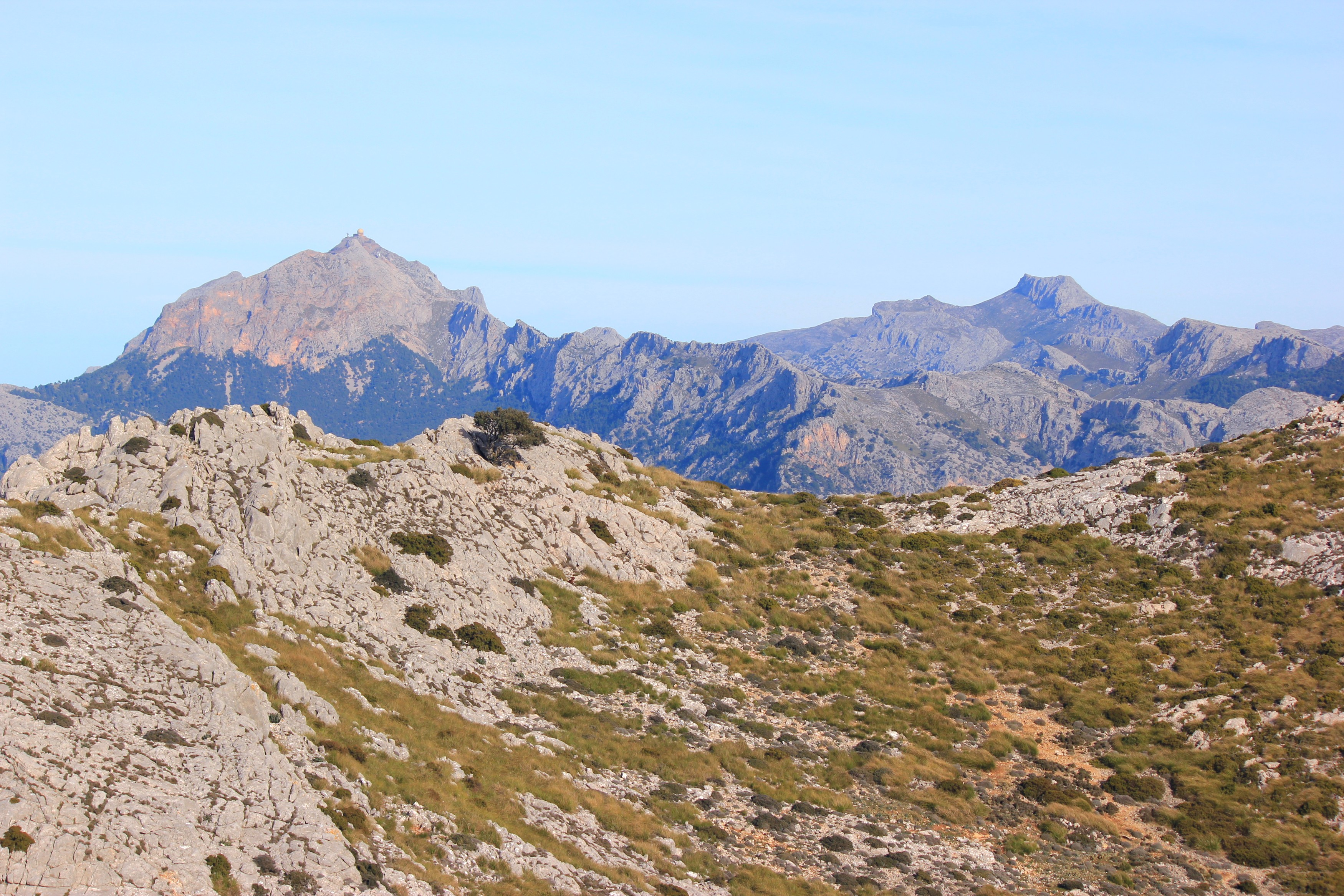
Puig Major und Massanella

Nachdem der Superkontinent Pangaea zerbrach und dessen Teile zunächst auseinanderdrifteten, bewegten sich Afrika und Europa, einschließlich des heutigen Spanien, wieder aufeinander zu. Durch den Zusammenstoß von Spanien mit Afrika im Tertiär vor ca. 20 Millionen Jahren wurde die Erdkruste, die heute die Insel Mallorca bildet, um etwa 50 % ihrer ursprünglichen Ausdehnung zusammengedrückt. Die Ablagerungen des Jura wurden regelrecht zerfetzt und mehrfach übereinandergeschoben. Im weiteren Verlauf des Tertiärs senkten sich weite Teile des zentralen Bereiches der Insel ab, wodurch sich im Prinzip die heutige Dreigliederung der Insel, Serra de Tramuntana im Nordwesten, Zentralebene und Serres de Llevant im Südosten, herausbildete. Da der Meeresspiegel zu dieser Zeit wesentlich höher war als heute, war die Zentralebene vollständig vom Meer überflutet. Deshalb wurden die Gesteine der Trias, des Jura sowie der Kreide dort von Ablagerungen des jüngeren Tertiärs überlagert.

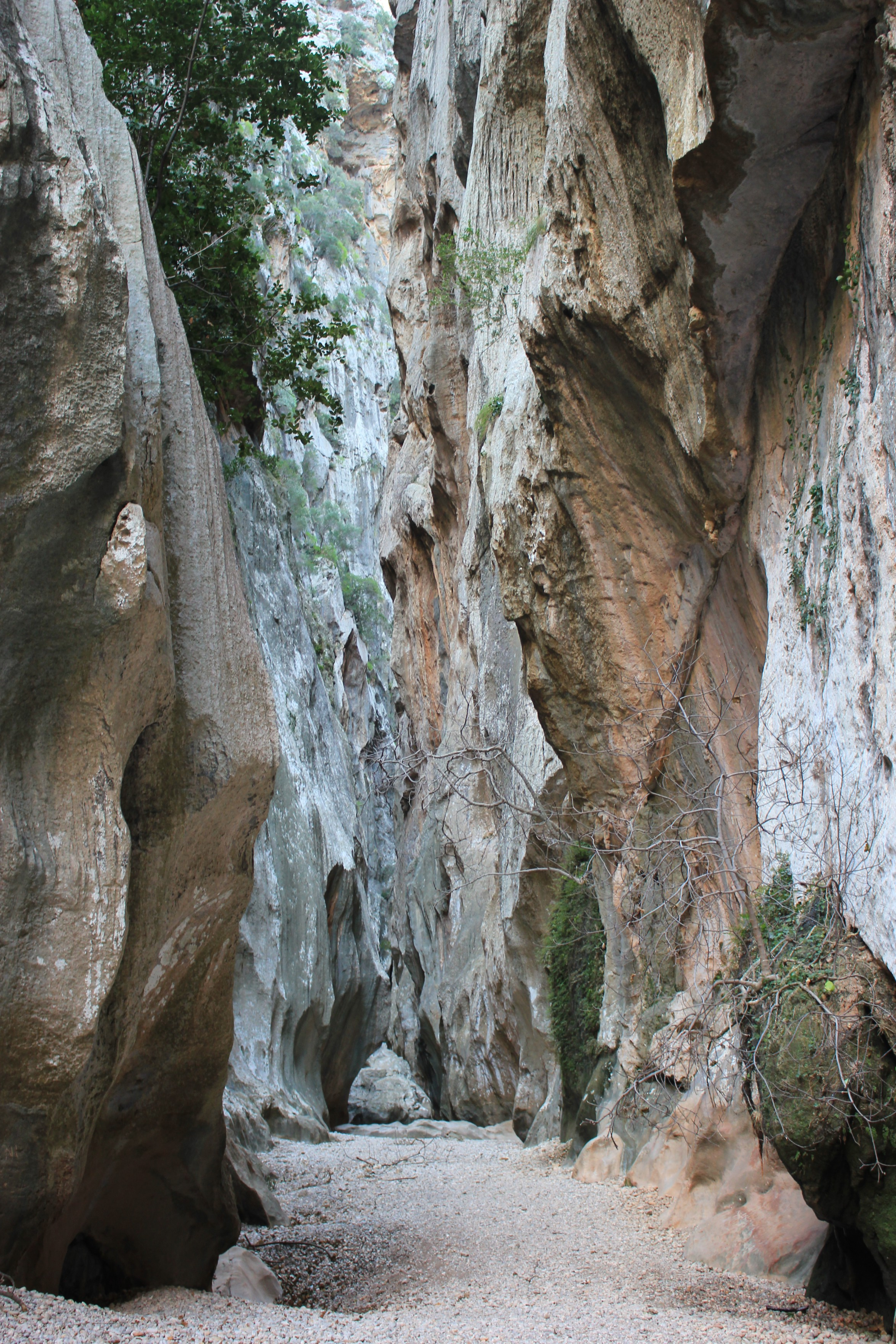
Schlucht des Torrent de Pareis

Durch heftige Niederschläge wurden im Quartär riesige Schuttmengen aus der Serra de Tramuntana in das Tiefland transportiert. Vorhandene Risse und Schluchten wurden weiter vertieft. Das im Regenwasser und so auch im Bodenwasser enthaltene Kohlendioxid löste große Mengen von Kalk auf, was zur Verkarstung der Gebirgs- und Hügelregionen der Insel führte. Die herausgehobene Lage, die große Klüftigkeit, Reinheit und Mächtigkeit des Kalkgesteins erhöhten die Verkarstungsfähigkeit. Die Karsterscheinungen äußern sich in Form verschiedener Höhlen, besonders im Gebiet der Serres de Llevant, in Form fruchtbarer, durch rezente Flusssedimente aufgefüllter Einsturzsenken (sogenannte Poljen) in der Serra de Tramuntana und in Form bizarrer, jedoch lokal beschränkter Karrenlandschaften.
Es ist ein besonderes Merkmal dieses Küstengebirges, dass in Höhen über 600 Meter plötzlich eine, wenn auch beschränkte Ackerbauzone mit vereinzelten Ansiedlungen auftaucht, während in den tieferen Lagen nur in einzelnen Tälern Feldbauterrassen mit Orangen- und Mandelbäumen oder Olivenanbau möglich sind. Das Karstgebirge des Nordens hat hier eine bizarre Formenwelt entstehen lassen, die in ihren scharfkantigen Karrenfeldern und den spitzen Karrengraten, die immer bis in das Feinste gegliederte Lösungsrillen aufweisen, an Kleinformen aus dem tropischen Karst erinnert. Die einzelnen Karren sind mehrere Meter hoch und laufen kegelförmig nach oben aus. Sie stehen dicht nebeneinander und lassen die einzelnen Kalkbänke erkennen, aus denen sie herausgearbeitet worden sind. Besonders eindrucksvoll sind solche Formen in der Nähe der Straße, die das Gebirge von Inca am Gebirgsfuß bis zur Küste bei Sa Calobra quert, so auch in der Nähe des berühmten Santuario de Lluc. Ähnliche Formen zeigen sich an den Kalkfelsen unmittelbar an der Felsenküste der Bucht von Sa Calobra.

## Sehenswertes
- Museum Museu de Lluc mit Funden aus den Höhlen im Gebiet Escorca (Prehistòria), Keramik, Zeichnungen, Gemälde usw.
- Santuari de Lluc
- Torrent de Pareis
- Sa Calobra
- Cala Tuent

### Wanderungen
Im Gebiet sind zahlreiche Bergwanderungen möglich, ausgeschilderte Wege beginnen u. a. in Deià, Port de Sóller und Santuari de Lluc.
Am Fernwanderweg GR 221 befindet sich im Herzen der Tramuntana die Berghütte Refugi de Tossals Verds in einer Höhe von 540 Metern. Sie steht jedermann gegen ein kleines Entgelt offen und ist ein idealer Ausgangspunkt, um in der Massanella die Schneehäuser des Tramuntana-Gebirges zu erkunden. Weitere Berghütten in der Region sind Refugi de Son Amer nahe des Santuari de Lluc, Refugi de Muleta nahe Port de Sóller und Refugi Can Boi in Deià.

### Schneehäuser
In den Zeiten vor den elektrischen Kühl- und Gefrieranlagen wurde in den Wintermonaten in den Bergen der Schnee gesammelt und in eigens dafür bestimmtem Häusern eingelagert und zu Eis verdichtet; Isoliermaterialien wie Stroh verhinderten das vorzeitige Abtauen. In den warmen Jahreszeiten wurde das Eis in den tiefer liegenden Orten verkauft.
In den höheren Lagen der Serra de Tramuntana gab es etwa 50 dieser ehemaligen Schneehäuser, manche davon sind verfallen, etliche wurden in den letzten Jahren aufwendig restauriert.

## Strände und Buchten der Region Serra de Tramuntana
Gemeinde Calvià
- Cala Brogit
- Platja d'Illetes
- Cala Comtesa
- Cala Portals Nous
- Oratori de Portals
- Son Caliu
- Es Carregador (Palma Nova)
- Cala Blanca
- Son Maties
- Magaluf
- Cala Vinyes
- Cala Falcó
- Caló de sa Nostra Dama
- Ca l'Aixada (Casino de Mallorca)
- Cala Portals Vells
- Cala en Beltran
- Cala Figuera (Calvià)
- Cala Refaubetx
- El Toro (Racó de sa Fragata)
- Cala de Penyes Roges
- Cala en Guixar
- Caló d'en Pellicer
- Cala de Santa Ponça
- Cala Blanca
- Peguera Romana (Platja des Morts)
- Peguera Torà
- Peguera Palmira
- Cala Fornells
- Cala d'en Monjo

Gemeinde Andratx

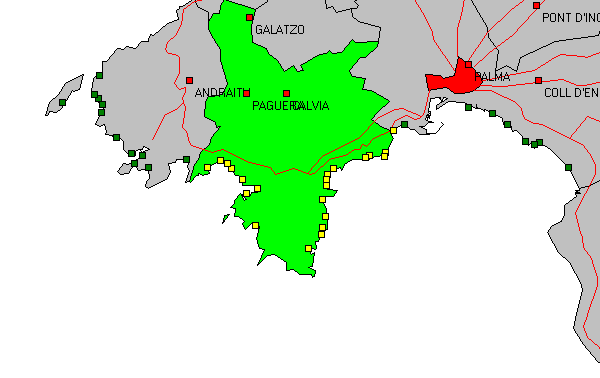
Strände und Buchten Calvià

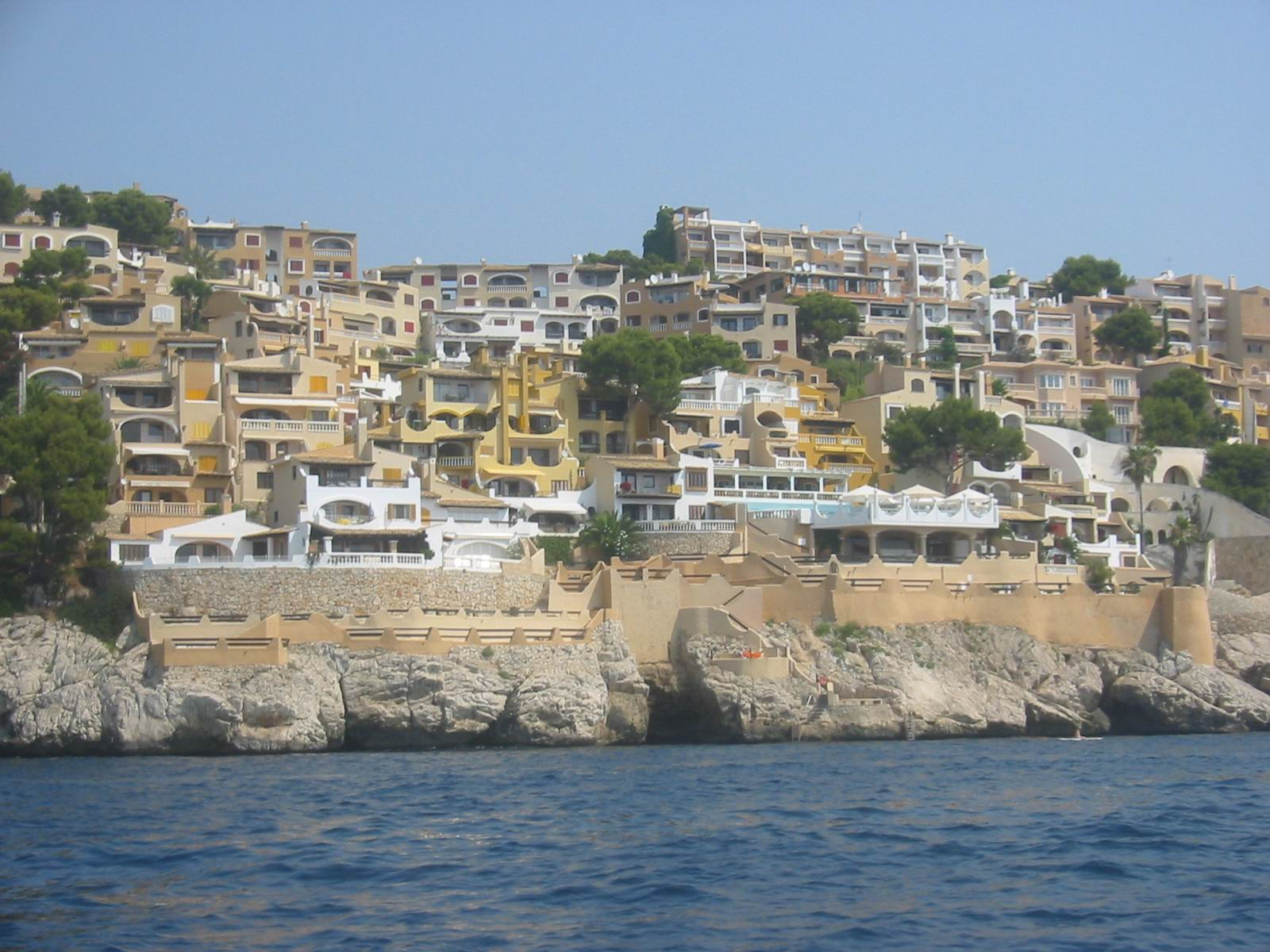
Cala Fornells

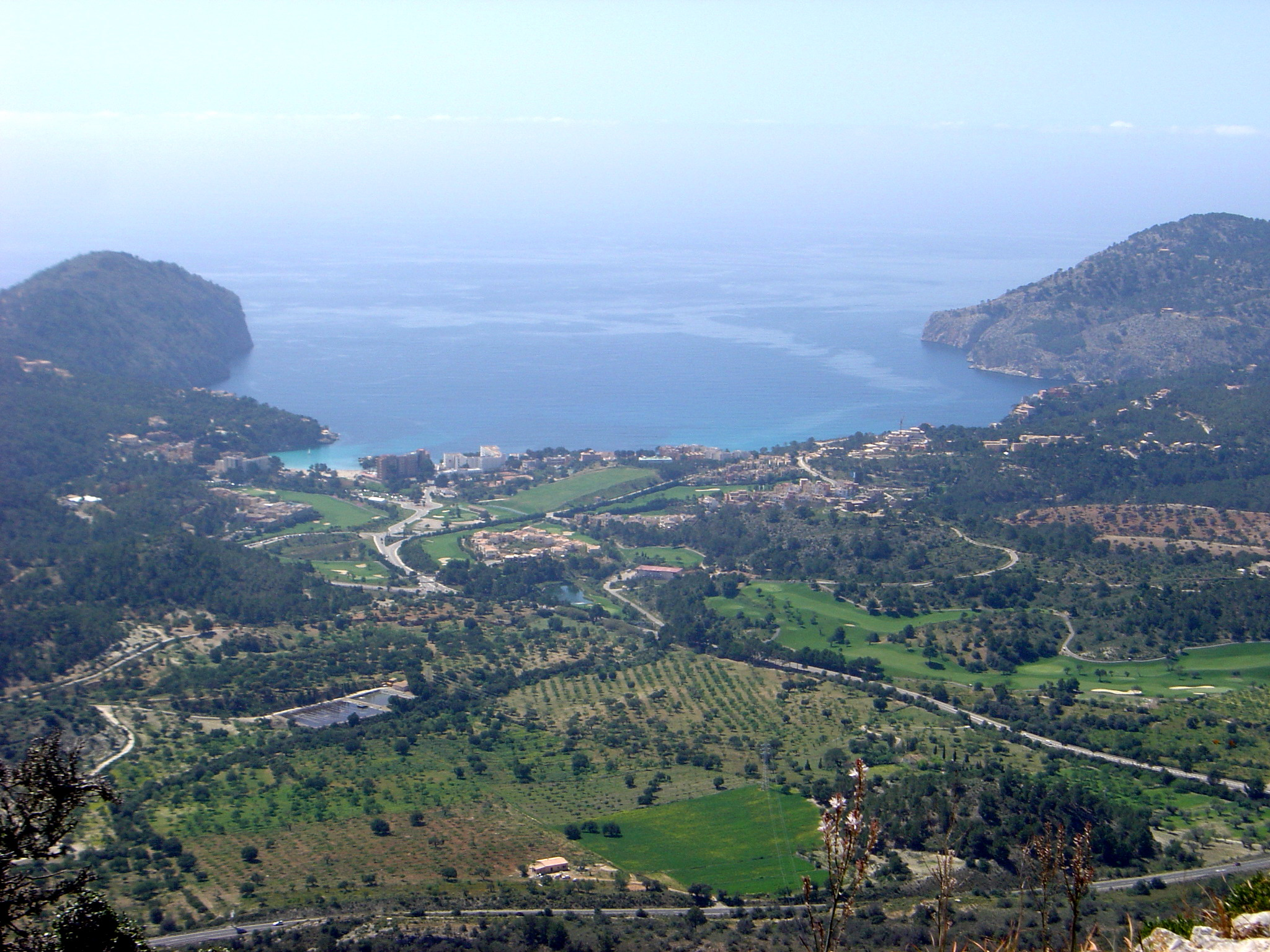
Camp de Mar

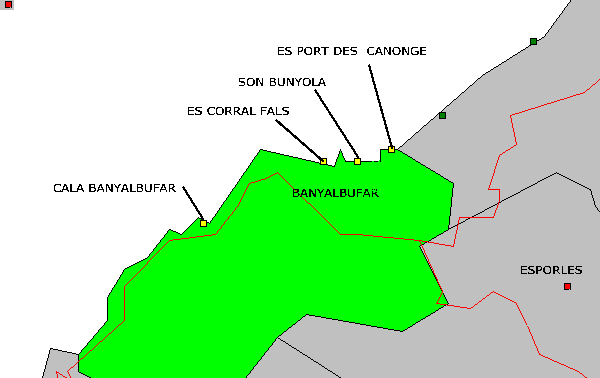
Strände und Buchten Banyalbufar

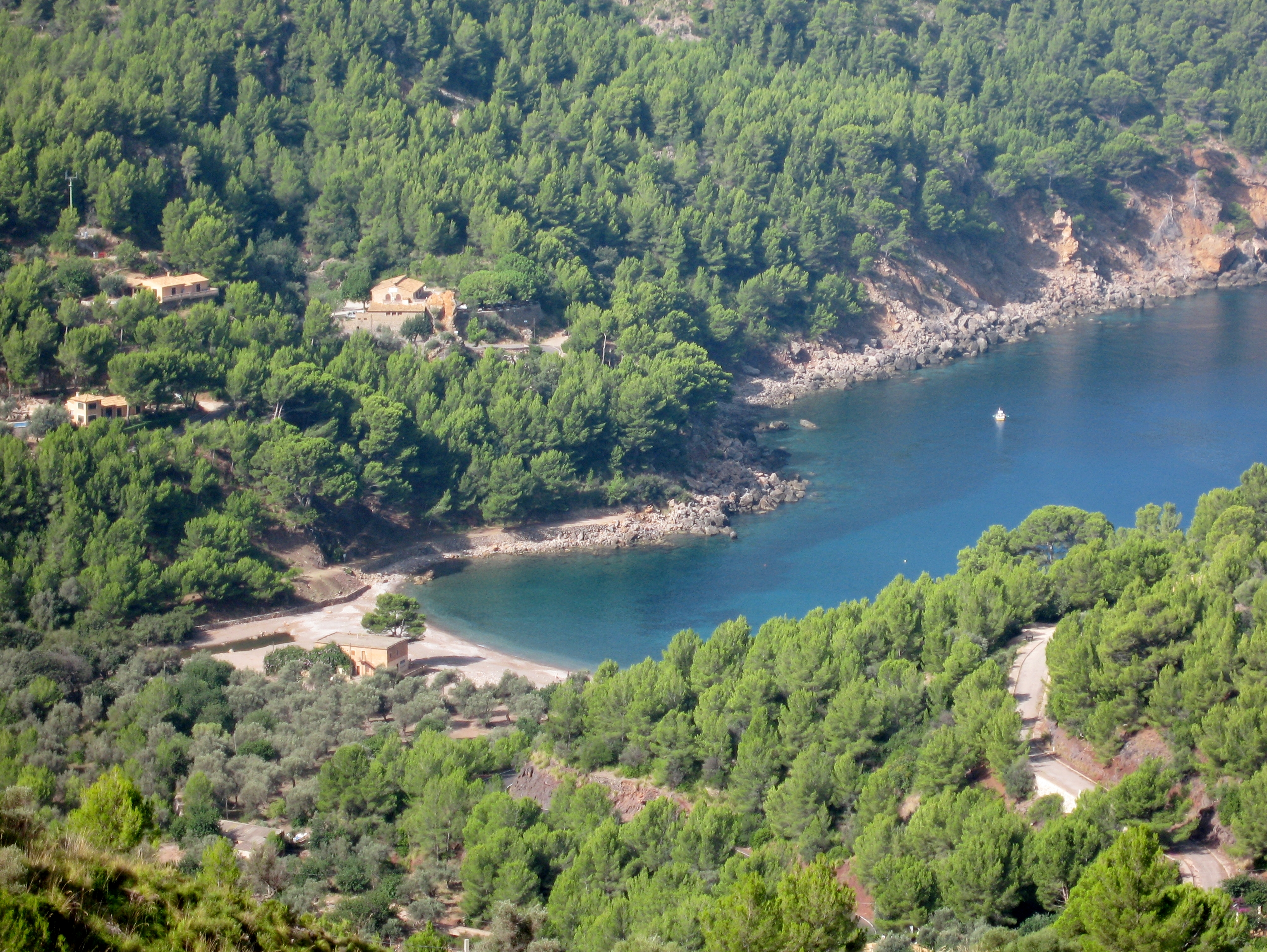
Cala Tuent

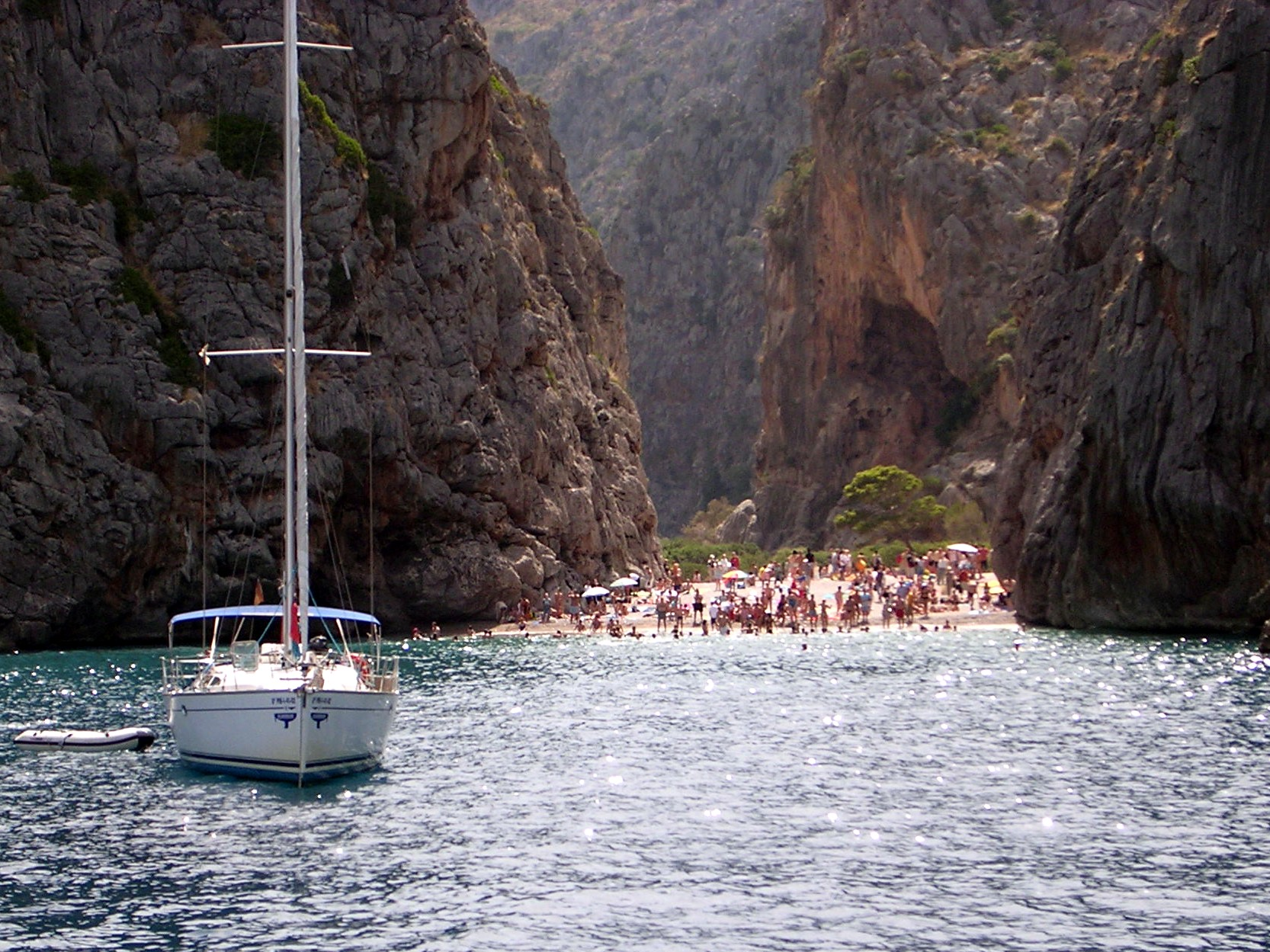
Sa Calobra (Torrent de Pareis)

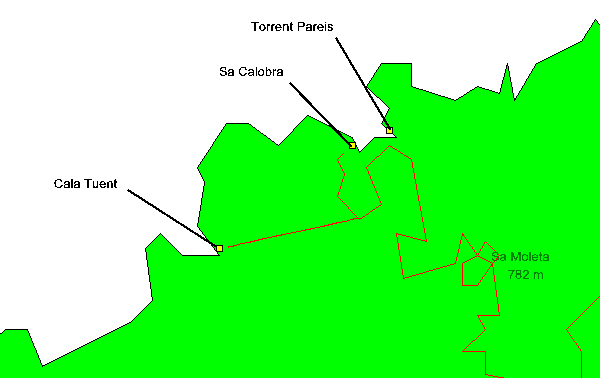
Strände und Buchten Escorca

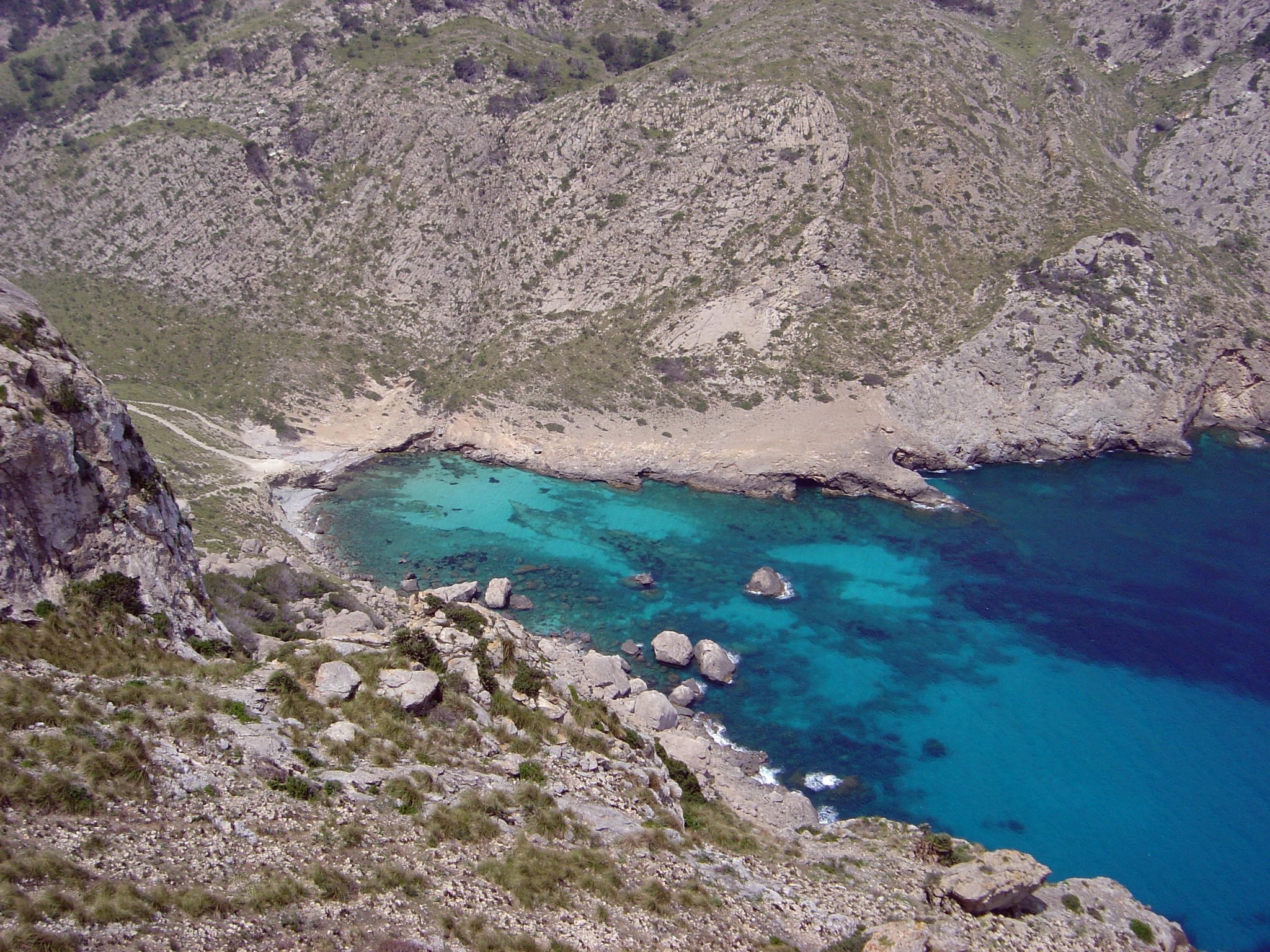
Cala Figuera

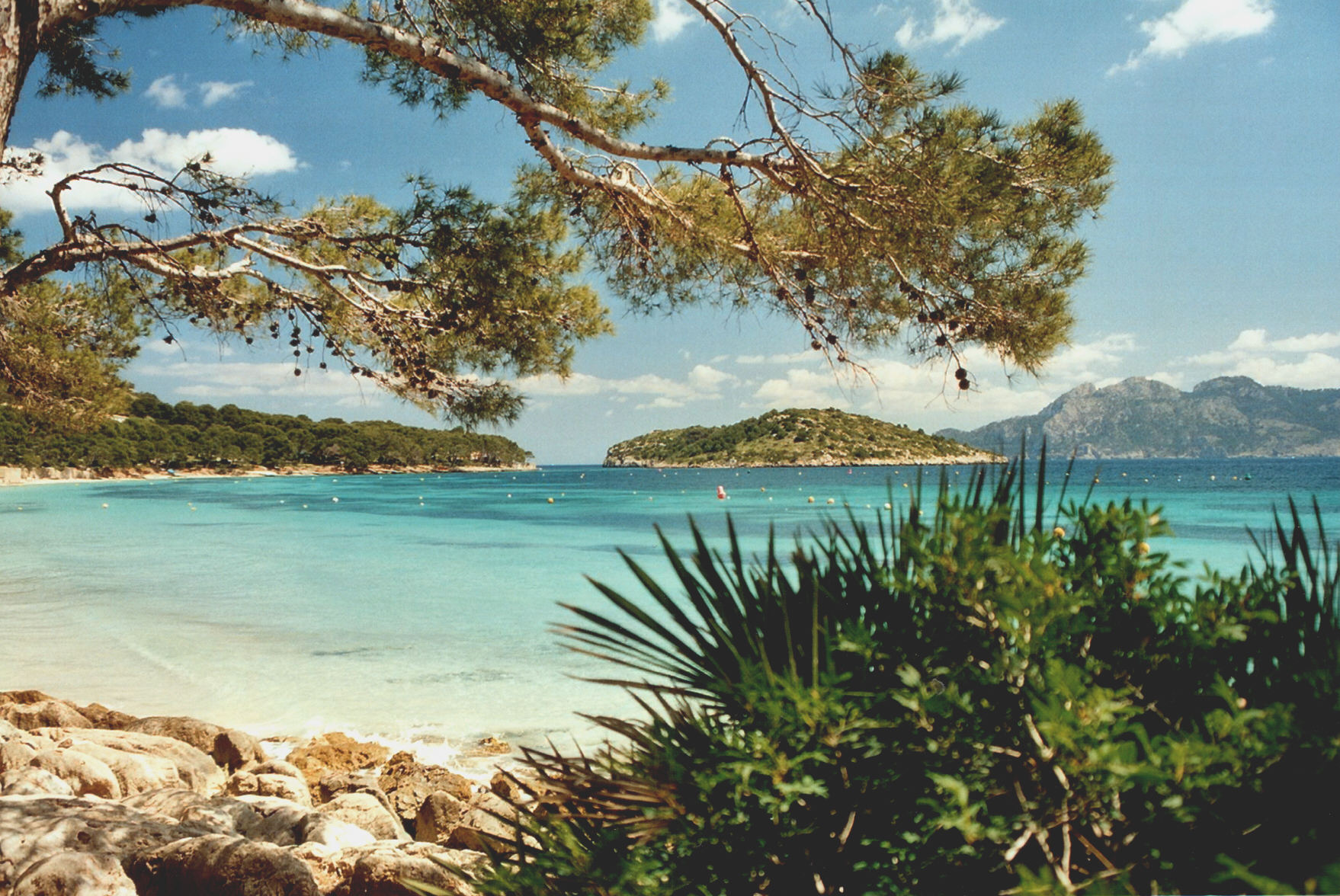
Cala Pi de la Posada (Cala Formentor)

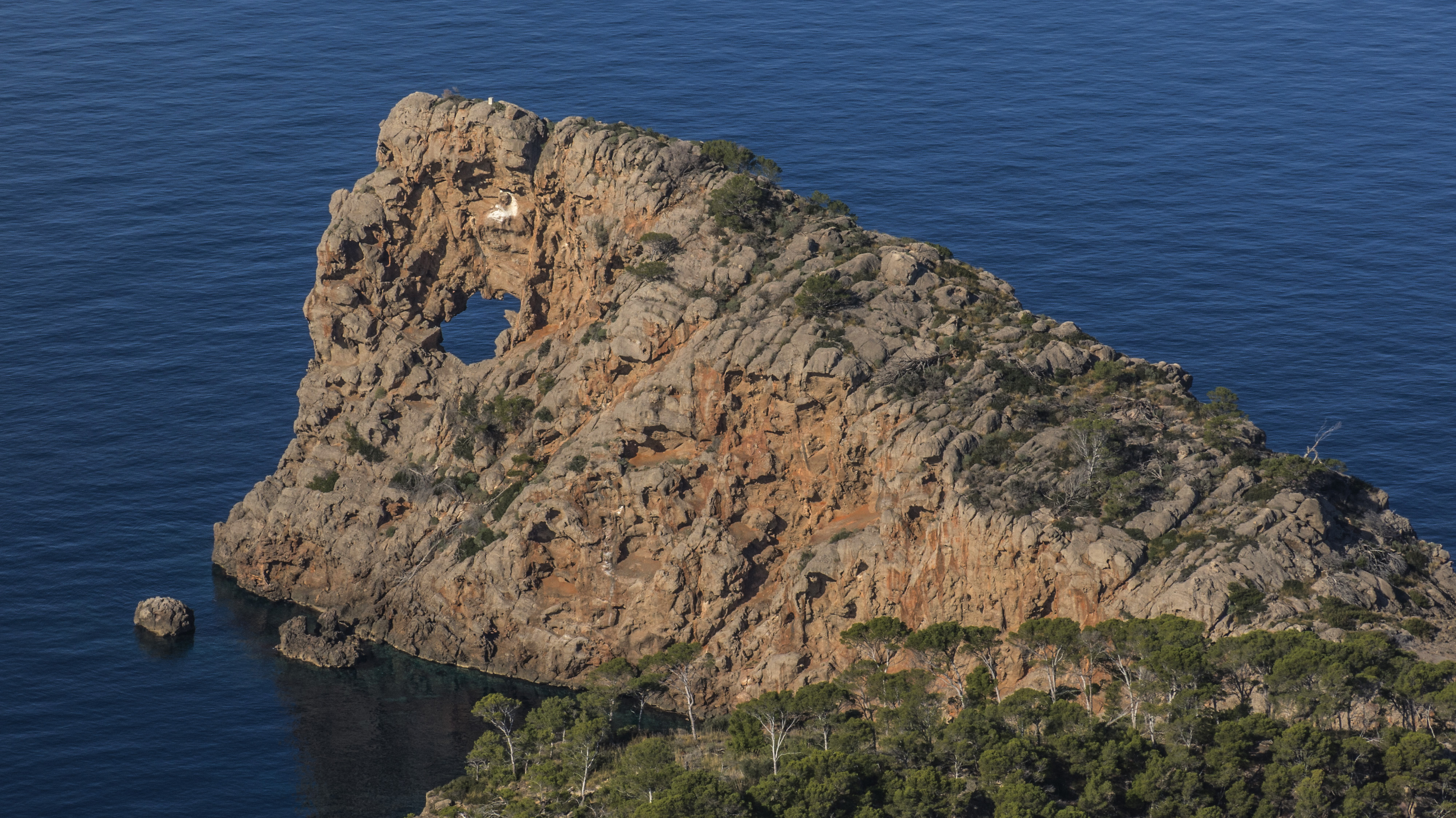
Sa Foradada (Es Cucó na Foradada)

- Platja de Camp de Mar (Cala Blanca)
- Cala Llamp
- Cala Marmassem
- es Port d'Andratx
- Cala Moragues
- Cala d'Egos
- Cala d'en Tió
- Cala Conills
- Platja de Sant Elm
- Cala Lladó
- Cala en Basset
- Cala de ses Ortigues

Gemeinde Estellencs
- Platja Can Pruaga
- Cala Cas Xeremier
- Cala d'Estellencs

Gemeinde Banyalbufar
- Cala de Banaylbufar
- Es Corral Fals
- Platja de Son Bunyola
- Es Port des Canonge

Gemeinde Valldemossa
- Cala de Valldemossa (Port de Valldemossa)

Gemeinde Deià
- Es Cucó na Foradada
- Cala Deià
- Es Canyaret

Gemeinde Sóller
- Platja des Gall
- Badia de Sóller
- Ses Cambres

Gemeinde Fornalutx
- Cala Ferrera (Port de Fornalutx)

Gemeinde Escorca
- Racó de sa Taleca
- Cala Tuent
- Cala de ses Fel.les
- Cala de sa Calobra
- Cala des Capellans
- Cala Codolar

Gemeinde Pollença
- Cala Solleric
- Cala Castell
- Cala Estremer
- Cala Sant Vincenç
- Cala Bóquer
- Cala Figuera
- Cala en Gossalba
- Cala Murta
- Cala en Feliu
- Cala Pi de la Posada (Cala Formentor)
- El Caló
- Platja d'Albercutx
- Platja de Llenaire
- Platja de Can Cullerassa

## Information
- Centre Serra Tramuntana in Raixa (bei Bunyola)
- Centre d'Interpretació de Ca s'Amitger in Escorca (beim Santuari de Lluc)

## Zitat
Der spanische Dichter Miquel Costa i Llobera schrieb folgendes zur Serra de Tramuntana:

«Son como grandes olas, la tierra tomada de los tendones inconmensurables acumulan altos en la zona libre de fronteras.»

„Sie sind wie große Wellen, die die Erde, von unermesslichen Sehnen ergriffen auftürmt bis hoch in den grenzlosen Raum.“